# 罗马小蚁蛛
罗马小蚁蛛（学名：Micaria romana）为平腹蛛科小蚁蛛属的动物。在中国大陆，分布于北京、河北、吉林等地，一般栖息于石块下。